# Briza
Briza là một chi thực vật có hoa trong họ Hòa thảo (Poaceae).

## Loài
Chi Briza gồm các loài: